# Arbérats-Sillègue
Pour les articles homonymes, voir Arbérats et Sillègue.
Arbérats-Sillègue [aʁbeʁats silɛɡ] (en basque: Arberatze-Zilhekoa) est une commune française, située dans le département des Pyrénées-Atlantiques en région Nouvelle-Aquitaine.

## Géographie

### Localisation
La commune d'Arbérats-Sillègue se trouve dans le département des Pyrénées-Atlantiques, en région Nouvelle-Aquitaine.
Elle se situe à 83 km par la route de Pau, préfecture du département, à 79 km de Bayonne, sous-préfecture, et à 5 km de Saint-Palais, bureau centralisateur du canton du Pays de Bidache, Amikuze et Ostibarre dont dépend la commune depuis 2015 pour les élections départementales.
La commune fait en outre partie du bassin de vie de Saint-Palais
Les communes les plus proches sont : 
Béhasque-Lapiste (2,3 km), Aïcirits-Camou-Suhast (2,3 km), Domezain-Berraute (3,0 km), Arbouet-Sussaute (3,2 km), Saint-Palais (3,4 km), Amendeuix-Oneix (4,1 km), Gabat (4,5 km), Garris (5,3 km).
Sur le plan historique et culturel, Arbérats-Sillègue fait partie de la province de la Basse-Navarre, un des sept territoires composant le Pays basque,. La Basse-Navarre en est la province la plus variée en ce qui concerne son patrimoine, mais aussi la plus complexe du fait de son morcellement géographique. Depuis 1999, l'Académie de la langue basque ou Euskalzaindia divise la Basse-Navarre en six zones,. La commune est dans le pays de Mixe (Amikuze), au nord-est de ce territoire.

### Communes limitrophes
Les communes limitrophes sont  Arbouet-Sussaute, Aïcirits-Camou-Suhast, Béhasque-Lapiste et Domezain-Berraute.
|                       | Arbouet-Sussaute  |                   |
| Aïcirits-Camou-Suhast | Arbérats-Sillègue | Domezain-Berraute |
|                       | Béhasque-Lapiste  |                   |

### Hydrographie

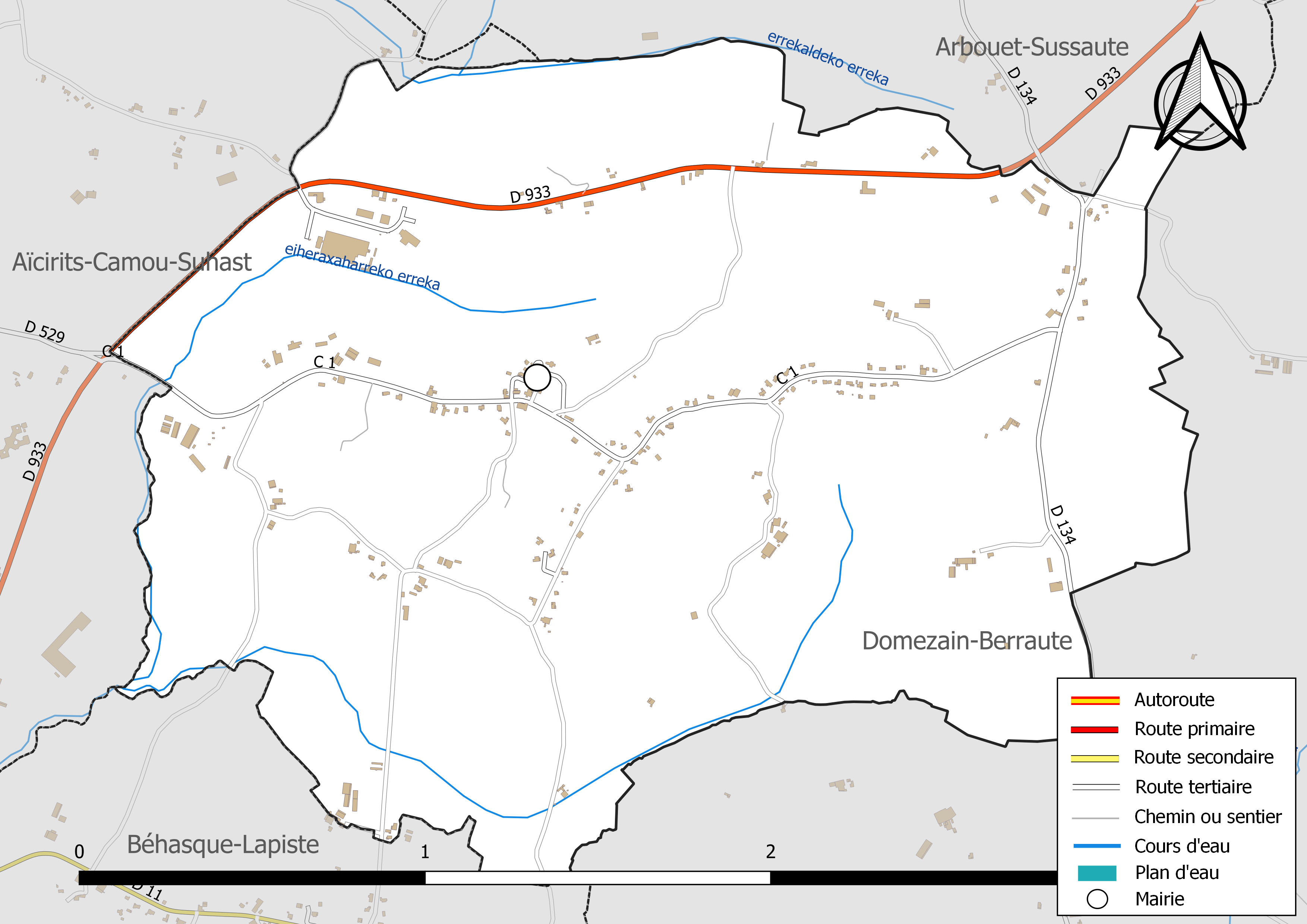
Réseaux hydrographique et routier d'Arbérats-Sillègue.

La commune est drainée par Eiheraxaharreko erreka, Errekaldeko erreka et par divers petits cours d'eau, constituant un réseau hydrographique de 5 km de longueur totale,.

### Climat
Pour des articles plus généraux, voir Climat de la Nouvelle-Aquitaine et Climat des Pyrénées-Atlantiques.
Historiquement, la commune est exposée à un micro climat océanique basque.  
En 2020, Météo-France publie une typologie des climats de la France métropolitaine dans laquelle la commune est exposée à un climat de montagne et est dans la région climatique Pyrénées atlantiques, caractérisée par une pluviométrie élevée (>1 200 mm/an) en toutes saisons, des hivers très doux (7,5 °C en plaine) et des vents faibles.
Pour la période 1971-2000, la température annuelle moyenne est de 13,7 °C, avec une amplitude thermique annuelle de 13,6 °C. Le cumul annuel moyen de précipitations est de 1 274 mm, avec 12,4 jours de précipitations en janvier et 8,3 jours en juillet. Pour la période 1991-2020, la température moyenne annuelle observée sur la station météorologique la plus proche, située sur la commune d'Aïcirits-Camou-Suhast à 2 km à vol d'oiseau, est de 14,3 °C et le cumul annuel moyen de précipitations est de 1 219,1 mm,. Pour l'avenir, les paramètres climatiques de la commune estimés pour 2050 selon différents scénarios d’émission de gaz à effet de serre sont consultables sur un site dédié publié par Météo-France en novembre 2022.

### Milieux naturels et biodiversité

#### Réseau Natura 2000
Le réseau Natura 2000 est un réseau écologique européen de sites naturels d'intérêt écologique élaboré à partir des Directives « Habitats » et « Oiseaux », constitué de zones spéciales de conservation (ZSC) et de zones de protection spéciale (ZPS).
Un site Natura 2000 a été défini sur la commune au titre de la « directive Habitats » : « la Bidouze (cours d'eau) », d'une superficie de 2 570 ha, un vaste réseau hydrographique drainant les coteaux du Pays basque,.

## Urbanisme

### Typologie
Au 1er janvier 2024, Arbérats-Sillègue est catégorisée commune rurale à habitat dispersé, selon la nouvelle grille communale de densité à sept niveaux définie par l'Insee en 2022.
Elle est située hors unité urbaine. Par ailleurs la commune fait partie de l'aire d'attraction de Saint-Palais, dont elle est une commune de la couronne,. Cette aire, qui regroupe 25 communes, est catégorisée dans les aires de moins de 50 000 habitants,.

### Occupation des sols

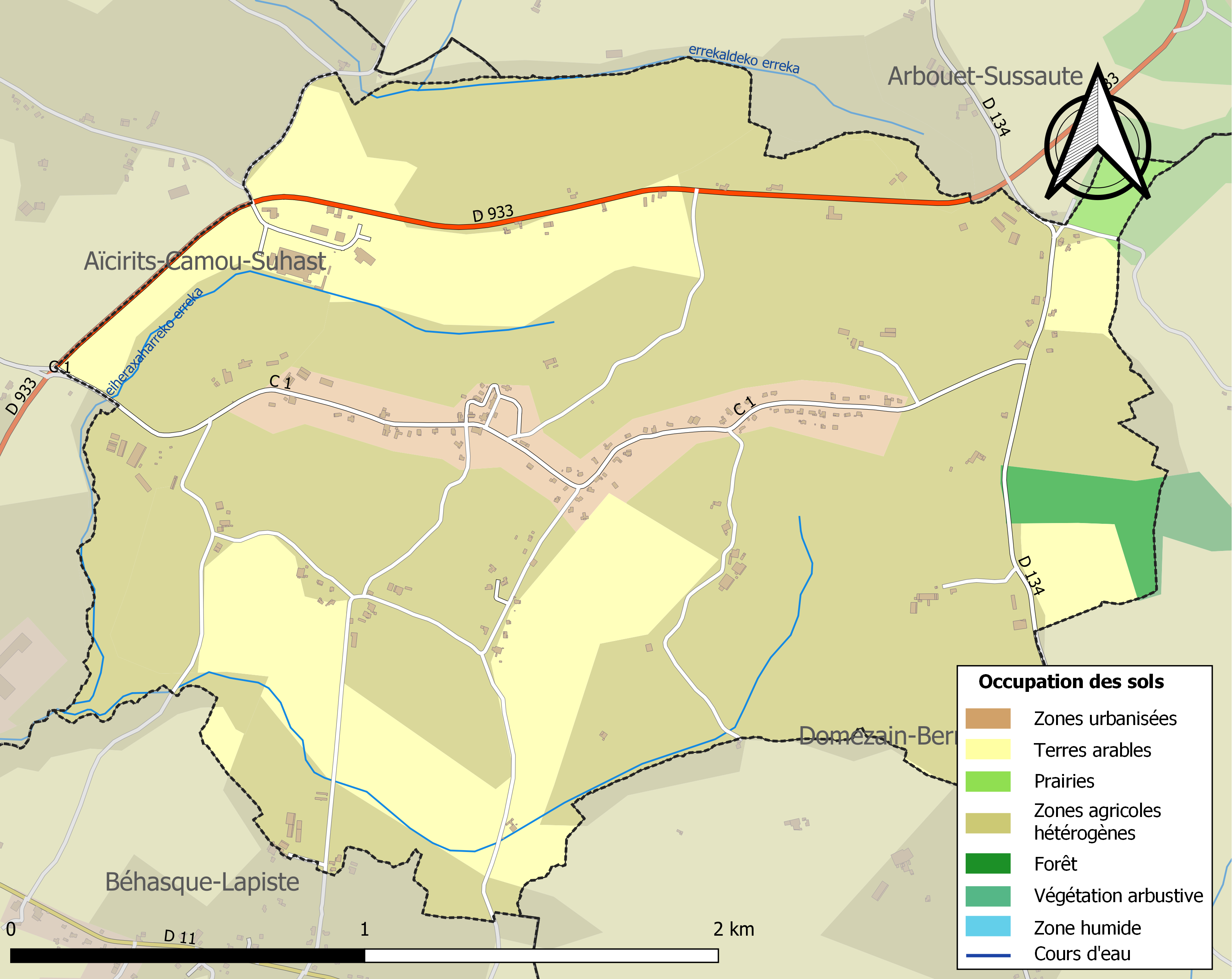
Carte des infrastructures et de l'occupation des sols de la commune en 2018 (CLC).

L'occupation des sols de la commune, telle qu'elle ressort de la base de données européenne d’occupation biophysique des sols Corine Land Cover (CLC), est marquée par l'importance des territoires agricoles (92,5 % en 2018), en diminution par rapport à 1990 (98,5 %). La répartition détaillée en 2018 est la suivante : 
zones agricoles hétérogènes (69,3 %), terres arables (22,7 %), zones urbanisées (5,9 %), forêts (1,5 %), prairies (0,5 %). L'évolution de l’occupation des sols de la commune et de ses infrastructures peut être observée sur les différentes représentations cartographiques du territoire : la carte de Cassini (XVIIIe siècle), la carte d'état-major (1820-1866) et les cartes ou photos aériennes de l'IGN pour la période actuelle (1950 à aujourd'hui).

### Lieux-dits et hameaux
- Aguerre[10]
- Aiciria[10],[26]
- Amandania[10]
- Apezetchia[10]
- Arbérats
- Beheitia[10],[26]
- Bentaberria[10]
- Bidegorria[10]
- Bilhagnia[10]
- Bitenia[10]
- Brigni[10]
- Chibits[10]
- Chiloa[10]
- Chunta[10]
- Elhorriburia[10]
- Etcheparia[10]
- Idiartia[10]
- Iratzia[10],[26]
- Irunia[10]
- Jemai[10]
- Mendiburia[10]
- Michicourt[10]
- Mignaburia[10]
- Osquilia[10]
- Oxarrainia[10]
- Oxarrainia Etchartia[10]
- Oyhanto[10]
- Peritcho[10]
- Salanbeheria[10]
- Sillègue

### Voies de communication et transports
Arbérats-Sillègue est desservie par les routes départementales D 933 et D 134.

### Risques majeurs
Le territoire de la commune d'Arbérats-Sillègue est vulnérable à différents aléas naturels : météorologiques (tempête, orage, neige, grand froid, canicule ou sécheresse), feux de forêts et séisme (sismicité moyenne). Un site publié par le BRGM permet d'évaluer simplement et rapidement les risques d'un bien localisé soit par son adresse soit par le numéro de sa parcelle.
Arbérats-Sillègue est exposée au risque de feu de forêt. En 2020, le premier plan de protection des forêts contre les incendies (PDPFCI) a été adopté pour la période 2020-2030. La réglementation des usages du feu à l’air libre et les obligations légales de débroussaillement dans le département des Pyrénées-Atlantiques font l'objet d'une consultation de public ouverte du 16 septembre au 7 octobre 2022,.

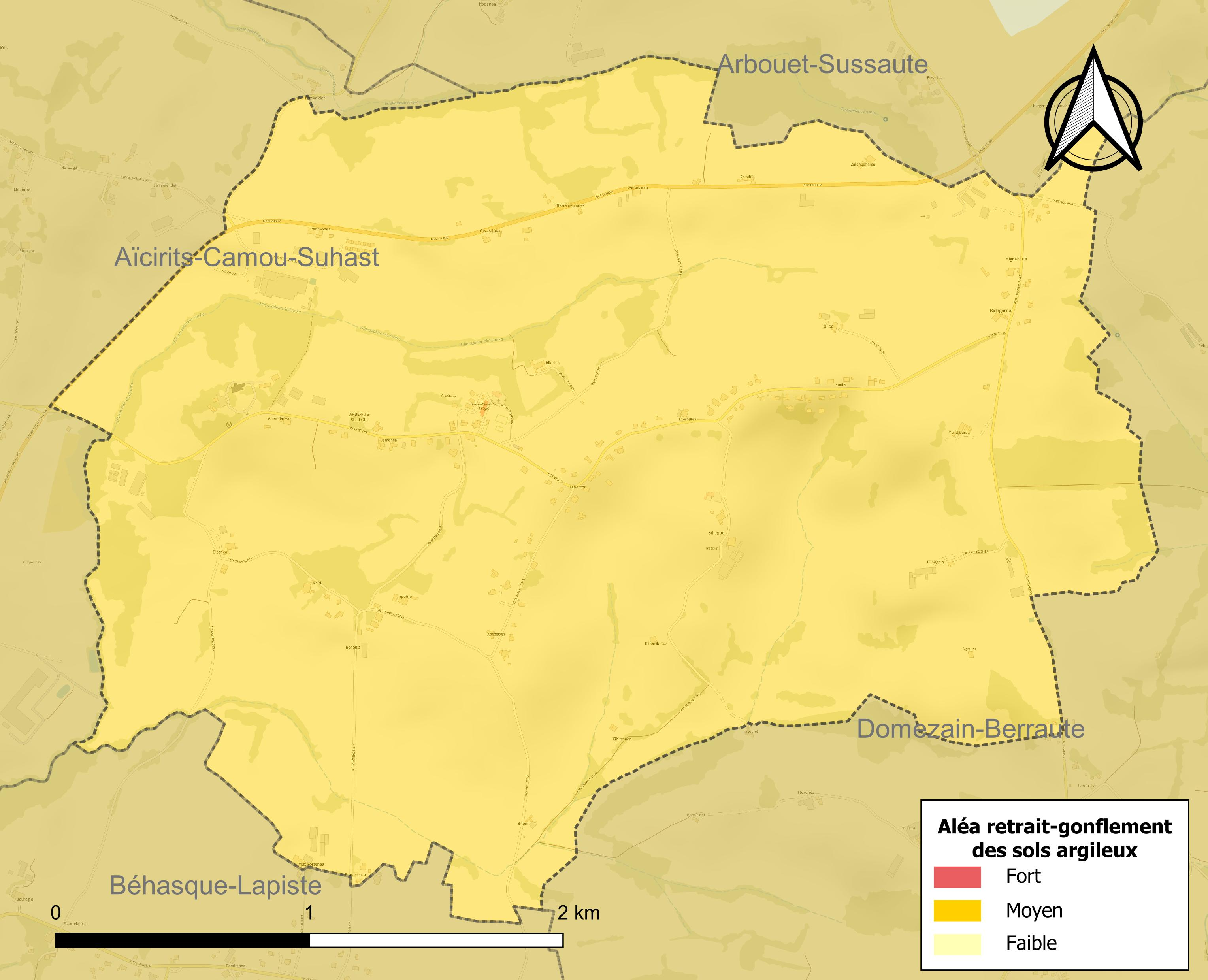
Carte des zones d'aléa retrait-gonflement des sols argileux d'Arbérats-Sillègue.

Le retrait-gonflement des sols argileux est susceptible d'engendrer des dommages importants aux bâtiments en cas d’alternance de périodes de sécheresse et de pluie. La totalité de la commune est en aléa moyen ou fort (59 % au niveau départemental et 48,5 % au niveau national). Depuis le 1er octobre 2020, en application de la loi ELAN, différentes contraintes s'imposent aux vendeurs, maîtres d'ouvrages ou constructeurs de biens situés dans une zone classée en aléa moyen ou fort,.
La commune a été reconnue en état de catastrophe naturelle au titre des dommages causés par les inondations et coulées de boue survenues en 1982, 1983 et 2009.

## Toponymie

### Attestations anciennes
Le toponyme Arbérats apparaît sous les formes 
Arberas (1125), 
Arberatz (1150), 
Sanctus Laurentius de Arberaz (1160), 
Arberas (XIIIe siècle, collection Duchesne volume CXIV), 
Arberaz (1350), 
Arberatz (1413 et 1487, contrats d'Ohix pour cette dernière mention), 
Arberaz (1513, titres de Pampelune)
Arberatz (1975, ouvrage de Philippe Veyrin), 
Arbezats (1793, ou an II) et 
Arberats (1801, Bulletin des lois).
Jean-Baptiste Orpustan mentionne deux origines possibles au toponyme Arbérats, provenant toutes deux du basque, soit ar(r)-bera (ou beratz) signifiant ’fragile’ ou ’friable', ou le mot composé arbel, désignant une ’pierre noire’ ('ardoise’). Brigitte Jobbé-Duval interprète également Arbérats par lieu rocheux d’ardoises.
Le toponyme Sillègue apparaît sous les formes 
Sanctus Petrus de Silegue (1160), 
Sileugue (1316), 
Silegoe (1350), 
Silleugue (1413), 
Silegoe (1472, notaires de Labastide-Villefranche), 
Silengoa (1513, titres de Pampelune), 
Sillègue-les-Domezain (1734, règlement de la cour de Licharre)  et 
Sillegue (1793 et 1801, Bulletin des lois).
Pour Jean-Batiste Orpustan, le toponyme Sillègue est un composé du mot basque zil(h)o, qui signifie ’trou’, ’dépression du terrain’ et d’un deuxième élément, leku, ’lieu’.

### Autres toponymes
Aitciria est une ferme de la commune mentionnée sous les graphies Ayciri de Arberatz en 1487 (contrats d'Ohix) et Aïtciry (1863, dictionnaire topographique Béarn-Pays basque).
Beheitia, hameau de la commune, apparaît sous la forme Béhéity dans le dictionnaire de 1863.
Le même dictionnaire mentionne un fief du nom de Charritte, vassal du royaume de Navarre.
Iratzia, sous la forme Iratce (1863, dictionnaire topographique Béarn-Pays basque), était un fief présent à Sillègues, vassal du royaume de Navarre.

### Graphie basque
Son nom basque actuel est Arberatze-Zilhekoa.
Au XIXe siècle, Paul Raymond indique pour Sillègue la forme Silhecoa.

## Histoire
La commune actuelle a été créée le 14 avril 1841 par la réunion des communes d' Arbérats et de Sillègue.

## Politique et administration

### Liste des maires
| Période                                  | Période  | Identité             | Étiquette | Qualité  |
| ---------------------------------------- | -------- | -------------------- | --------- | -------- |
| 1870                                     | 1884     | Jean-Pierre Chapar   |           |          |
| 1884                                     | 1894     | Pierre Salaber       |           |          |
| 1920                                     | 1931     | Bernard Cascu        |           |          |
| 1931                                     | 1936     | Jules Bordaisco      |           |          |
| 1936                                     | 1945     | Guillaume Etchegaray |           |          |
| 1945                                     | 1977     | Joseph Etchegaray    |           |          |
| 1977                                     | 1995     | Michel Eppherre      |           |          |
| 1995                                     | 2001     | Jacques Sallenave    |           |          |
| 2001                                     | En cours | Sauveur Bacho        | DVG       | Retraité |
| Les données manquantes sont à compléter. |          |                      |           |          |

### Intercommunalité
La commune appartient à la communauté d'agglomération du Pays Basque. Elle est membre du syndicat d'énergie des Pyrénées-Atlantiques, de l'Agence publique de gestion locale, du syndicat intercommunal pour le fonctionnement des écoles d'Amikuze et du syndicat Elgarrekin Ikas.

## Population et société

### Démographie
Le nom des habitants est Arberaztar,.
En 1350, 13 feux sont signalés à Arbérats et 6 à Sillègue.
Le recensement à caractère fiscal de 1412-1413, réalisé sur ordre de Charles III de Navarre, comparé à celui de 1551 des hommes et des armes qui sont dans le présent royaume de Navarre d'en deçà les ports, révèle une démographie en forte croissance. Le premier indique à Arbérats la présence de 7 feux, le second de 26 (24 + 2 feux secondaires). De même pour Sillègue, le recensement de 1412 relève 5 feux et celui de 1551 22 (20 + 2 feux secondaires).
Le recensement de la population de Basse-Navarre de 1695 dénombre 40 feux à Arbérats et 20 à Sillègues.
L'évolution du nombre d'habitants est connue à travers les recensements de la population effectués dans la commune depuis 1793. Pour les communes de moins de 10 000 habitants, une enquête de recensement portant sur toute la population est réalisée tous les cinq ans, les populations de référence des années intermédiaires étant quant à elles estimées par interpolation ou extrapolation. Pour la commune, le premier recensement exhaustif entrant dans le cadre du nouveau dispositif a été réalisé en 2005.

En 2022, la commune comptait 328 habitants, en évolution de +24,24 % par rapport à 2016 (Pyrénées-Atlantiques : +3,78 %, France hors Mayotte : +2,11 %).
| 1793 | 1800 | 1806 | 1821 | 1831 | 1836 | 1841 | 1846 | 1851 |
| ---- | ---- | ---- | ---- | ---- | ---- | ---- | ---- | ---- |
| 193  | 213  | 204  | 210  | 212  | 246  | 351  | 314  | 320  |

| 1856 | 1861 | 1866 | 1872 | 1876 | 1881 | 1886 | 1891 | 1896 |
| ---- | ---- | ---- | ---- | ---- | ---- | ---- | ---- | ---- |
| 308  | 271  | 251  | 262  | 251  | 268  | 248  | 233  | 231  |

| 1901 | 1906 | 1911 | 1921 | 1926 | 1931 | 1936 | 1946 | 1954 |
| ---- | ---- | ---- | ---- | ---- | ---- | ---- | ---- | ---- |
| 242  | 259  | 242  | 228  | 226  | 230  | 233  | 235  | 196  |

| 1962 | 1968 | 1975 | 1982 | 1990 | 1999 | 2005 | 2006 | 2010 |
| ---- | ---- | ---- | ---- | ---- | ---- | ---- | ---- | ---- |
| 184  | 175  | 177  | 198  | 222  | 270  | 302  | 316  | 299  |

| 2015 | 2020 | 2022 | - | - | - | - | - | - |
| ---- | ---- | ---- | - | - | - | - | - | - |
| 273  | 317  | 328  | - | - | - | - | - | - |

De 1793 à 1836, la population indiquée ne reflète que celle d'Arbérats, encore séparé de Sillègue, dont la population durant cette même période est décrite ci-dessous.
| 1793 | 1800 | 1806 | 1821 | 1831 | 1836 |
| ---- | ---- | ---- | ---- | ---- | ---- |
| 100  | 115  | 111  | 102  | 109  | 125  |

### Enseignement
La commune dispose d'une école élémentaire publique.

### Manifestations culturelles et festivités
Située au centre du bourg, la commune s'est équipé d'une salle des fêtes. À l'origine du bâtiment, une ancienne école totalement rénovée.

### Sports et loisirs
Seulement doté d'un mur à gauche, Arbérats-Sillègue a inauguré en 2007 un nouveau fronton ainsi que des sanitaires et un terrain de pétanque. Un terrain de football a également vu le jour sur ce même complexe.
Puits datant de l'époque romaine reconverti en base de loisirs.

## Économie
La commune fait partie de la zone d'appellation de l'ossau-iraty.
Au sein de la commune se trouve également une usine de voestalpine, l'un des grands industriels européens de l'acier, sous le nom de Matériel Ferroviaire d'Arbérats. L'usine avait d'abord été construite par le basque de Laudio JEZ, avant de passer sous le giron de voestalpine.

## Culture locale et patrimoine

### Langues
D'après la Carte des Sept Provinces Basques éditée en 1863 par le prince Louis-Lucien Bonaparte, le dialecte basque parlé à Arbérats-Sillègue est le bas-navarrais oriental.

### Lieux et monuments
- L'église Saint-Laurent[56], à Arbérats, date de 1615. Elle est inscrite à l'Inventaire général du patrimoine culturel depuis 2006. L'église est dédiée à saint Laurent de Rome.
- Chapelle Saint-Pierre de Sillègue. La chapelle est dédiée à l'apôtre saint Pierre.

### Héraldique
| Blason | Blasonnement : De gueules à dix coquilles d'argent rangées en pal 3, 4 et 3. |

## Pour approfondir